# Creu de terme de Sant Roc
La Creu de terme de Sant Roc és una obra del municipi d'Arbeca (Garrigues) inclosa en l'Inventari del Patrimoni Arquitectònic de Catalunya.

## Descripció
És una creu llatina de ferro massís, amb l'interior dels braços retallat. Els extrems dels braços estan configurats per una mena de "Tau" simplificada, ornada amb senzilles lobulacions, donant un aspecte d'acabat trilobulat. Una placa quadrada i llisa és el centre de la creu.
La creu reposa sobre una columna de pedra octogonal (quatre dels costats són més amples que la resta). Els extrems són més gruixuts i quadrats que el tronc central. La base que fa de suport, damunt la qual descansa la columna, és també de perfil octogonal.

## Història
Antigament, quan la gent de la vila marxava a vendre productes als mercats, o anava a fer de soldat, pujava a la creu de Sant Roc, des d'on s'albira tot el poble, per a dir l'últim adéu.